# 利川楠
利川楠（学名：Phoebe lichuanensis）为樟科楠属下的一个种。

## 扩展阅读
- 維基物種上的相關：利川楠